# Юдинцев, Иван Семёнович
Иван Семёнович Юдинцев (24 сентября 1894 года, село Берёзовка, ныне Кошкинский район, Самарская область — 17 апреля 1965 года, Москва) — советский военачальник, генерал-майор (1942 год).

## Биография
Иван Семёнович Юдинцев родился 24 сентября 1894 года в селе Берёзовка ныне Кошкинского района Самарской области.
В октябре 1914 года был призван в ряды русской императорской армии. В чине фельдфебеля принимал участие в Первой мировой войне на Западном фронте на должности помощника командира роты.
С февраля 1918 года служил в рядах РККА. Был назначен на должность командира 43-го Сибирского стрелкового полка, а с мая того же года состоял в запасе РККА. В ноябре того же 1918 года был вновь призван в ряды РККА и был назначен на должность командира батальона Самарского губернского военкомата, а в декабре — на должность командира 3-го полка бригады крестьянской бедноты. С мая 1919 года служил во 2-й бригаде 50-й стрелковой дивизии, где исполнял должности помощника командира 445-го стрелкового полка и командира 446-го стрелкового полка. В составе этой дивизии Юдинцев летом 1919 года принимал участие в боях на Восточном фронте против войск под командованием адмирала А. В. Колчака, в сентябре того же года — в боях против войск генерала А. И. Деникина под Царицыном, а в декабре 1919 — январе 1920 года — в боях против белоказаков в нижнем течении Волги.
С января 1920 года Юдинцев находился на лечении в Сызранском военном госпитале, а с выздоровлением в апреле был назначен на должность командира батальона особого назначения, а в мае 1921 года — на должность помощника командира 1-го стрелкового полка Заволжской бригады, в составе которой воевал на Южном фронте.
В январе 1922 года Юдинцев был назначен на должность командира батальона 8-го Кавказского стрелкового полка.
В 1923 году был награждён орденом Красного Знамени.
С августа 1924 года обучался в Военной академии имени М. В. Фрунзе, по окончании которой в сентябре 1927 года стал исполняющим должность помощника начальника 1-го отдела штаба Белорусского военного округа.
В 1929 году окончил курсы усовершенствования комсостава «Выстрел», после окончания которых в ноябре был назначен на должность начальника 4-го отдела штаба Забайкальской группы ОКДВА.
С марта 1930 года был назначен на должности командира и комиссара 1-го Читинского стрелкового полка (1-я Тихоокеанская стрелковая дивизия), в июле 1931 года — на должность начальника штаба Полтавского УР ОКДВА, а в марте 1935 года — на должность начальника 1-го отдела и исполняющего должность начальника штаба 20-го особого стрелкового корпуса.
С сентября 1938 года находился в распоряжении Управления по комначсоставу РККА, а с декабря того же года работал преподавателем, а затем старшим преподавателем кафедры общей тактики Военной академии имени М. В. Фрунзе.
С середины июля 1941 года состоял в распоряжении Военного совета Московского военного округа, а затем стал исполняющим должность начальника оперативного отдела, также стал заместителем начальника штаба 34-й армии Северо-Западного фронта.
В марте 1942 года Иван Семёнович Юдинцев был назначен на должность командира 33-й стрелковой дивизии в составе 3-й ударной армии. В августе того же года назначен начальником штаба 3-й ударной армии. Руководил штабом при подготовке и проведении Великолукской наступательной операции. В марте 1943 года назначен на должность заместителя командующего 3-й ударной армии, а в сентябре — командира 92-го стрелкового корпуса. Корпус принимал участие в Духовщинско-Демидовской, Невельской, Полоцкой, Витебско-Оршанской операциях. За умелое руководство, смелость и решительность действий и проявленные при этом доблесть и мужество Иван Семёнович Юдинцев был награждён орденом Красного Знамени.
С июля 1944 года был слушателем Высшей военной академии имени К. Е. Ворошилова, а в августе был назначен на должность старшего преподавателя кафедры тактики высших соединений этой же академии.
Иван Семёнович Юдинцев вышел в отставку в октябре 1951 года. Умер 17 апреля 1965 года в Москве.
- Орден Ленина;
- Четыре ордена Красного Знамени;
- Орден Отечественной войны 1 степени;
- Медали[1].